# 백운철 (각본가)
백운철(1967년 6월 18일 ~)은 대한민국의 드라마 작가이다. 1996년 영화 진흥위 시나리오 공모전에 당선하면서 작가로 등단했다. 
MBC 테마게임과 KBS 드라마 최강칠우 등을 집필했다. 독특한 코미디와 재기있는 대사가 특징이다.    

## 학력
- 연세대학교 신학과 학사

## 주요 작품
| 연도 | 제목                   | 방송사 | 유형 | 연출           |
| ---- | ---------------------- | ------ | ---- | -------------- |
| 2008 | 최강칠우               | KBS2   | 월화 | 박만영         |
| 2013 | 수상한 가정부          | SBS    | 월화 | 김형식, 남건   |
| 2016 | 스위치 - 세상을 바꿔라 | SBS    | 수목 | 남태진, 조영민 |
| 2023 | 끝까지 간다            | JTBC   | 수목 | 최문석, 조영민 |